# Ghiacciaio Capsize
Il ghiacciaio Capsize è un ghiacciaio lungo circa 13 km situato nella parte nord-occidentale della Dipendenza di Ross, nell'Antartide orientale. Il ghiacciaio, il cui punto più alto si trova a circa 2000 m s.l.m., si trova nell'entroterra della costa di Borchgrevink e della costa di Scott, dove si forma scendendo dal versante sud-orientale della dorsale Deep Freeze, e fluisce verso nord-est, scorrendo tra il monte Cavaney, a nord, e il monte Levick, a sud, fino a unire il proprio flusso a quello del ghiacciaio Campbell.

## Storia
Il ghiacciaio Capsize è stato così battezzato dai membri del reparto settentrionale della spedizione neozelandese di ricognizione geologica antartica svolta nel 1965-66, in ricordo dello spettacolare flusso che la spedizione vi trovò.